# Micranthes paludosa
Micranthes paludosa är en stenbräckeväxtart som först beskrevs av John Anthony, och fick sitt nu gällande namn av Gornall och H.Ohba. Micranthes paludosa ingår i släktet rosettbräckor, och familjen stenbräckeväxter. Inga underarter finns listade i Catalogue of Life.